# Janice Raymond
Janice G. Raymond (24 januari 1943) is een Amerikaanse radicaal-feminist en emeritus hoogleraar vrouwenstudies en medische ethiek aan Amherst-universiteit van Massachusetts. Raymond is bekend door haar werk over geweld tegen vrouwen en hun seksuele uitbuiting en medische mishandeling én door haar controversiële werk waarin ze transgenderisme afwijst.
Raymond is de auteur van vijf boeken waaronder The Transsexual Empire uit 1979. Ze publiceerde meerdere artikelen over prostitutie en gaf internationale lezingen over verschillende onderwerpen via de 'Coalition Against Trafficking in Women'. Haar tegenstand tegen (gelijke) rechten voor trans vrouwen is door de media en door meerdere feministische en LHBT-organisaties als transfobisch omschreven.